# Борисово (Парфеньевский район)
Борисово — упразднённая деревня на территории Парфеньевского муниципального округа Костромской области России. До 2021 года на территории Николо-Поломского сельского поселения.

## География
Урочище находится в центральной части Костромской области, в подзоне южной тайги, к северу от реки Кожевенки, примерно в 1 км от деревни Вахонино.
Абсолютная высота соседней деревни Вахонино — 161 метр над уровнем моря.

### Климат
Климат характеризуется как умеренно континентальный, с продолжительной холодной многоснежной зимой и коротким сравнительно тёплым летом. Среднегодовая температура воздуха — 2,6 °C. Средняя температура воздуха самого холодного месяца (января) — −12,5 °C (абсолютный минимум — −47,1 °C); самого тёплого месяца (июля) — 17,4 °C (абсолютный максимум — 36,4 °С). Продолжительность периода активной вегетации растений (выше 10 °C) составляет примерно 120 дней. Годовое количество атмосферных осадков — 611 мм, из которых 445 мм выпадает в период с апреля по октябрь.

## История
В «Списке населенных мест Костромской губернии по сведениям 1870-72 годов» населённый пункт упомянут как деревня Борисово Чухломского уезда, расположенный при прудах, в 53 верстах от уездного города. В Агафонове насчитывалось 5 дворов и проживало 24 человека.
В 1907 году деревня входила в состав Каликинской волости.

## Население
Душ обоего пола: к 1872 году — 88, на 1897 год — 66, на 1907 год — 78.

### Гендерный состав
К 1872 году — 14 мужчин и 37 женщин, на 1897 год — мужчин 27, женщин 39.

## Инфраструктура
Личное подсобное хозяйство с зоной сельскохозяйственного использования, индивидуальная застройка усадебного типа. К 1872 году — 14 дворов, на 1907 год — 21.

## Транспорт
От урочища к Вахонино идёт просёлочная дорога. 